# Brigata Ebraica
La Brigata ebraica (Jewish Infantry Brigade Group in inglese), definita Chativah Yehudith Lochemeth (Forza di combattimento ebraica) dai suoi membri, era un corpo militare dell'esercito britannico che fu operativo durante la seconda guerra mondiale. Formatasi nel settembre 1944, era stata reclutata tra ebrei Yishuv dalla Palestina mandataria, posti sotto il comando di ufficiali anglo-ebrei. Combatté nelle ultime fasi della campagna d'Italia e fu sciolta nel 1946.
Dopo la guerra, alcuni membri della Brigata hanno aiutato i superstiti dell'Olocausto a compiere, in modo clandestino, l'Aliyah (o Aliyah Bet), l'immigrazione verso la terra di Israele, sfidando le restrizioni britanniche.

## Contesto storico

### Rapporti anglo-sionisti

Bandiera della Brigata Ebraica

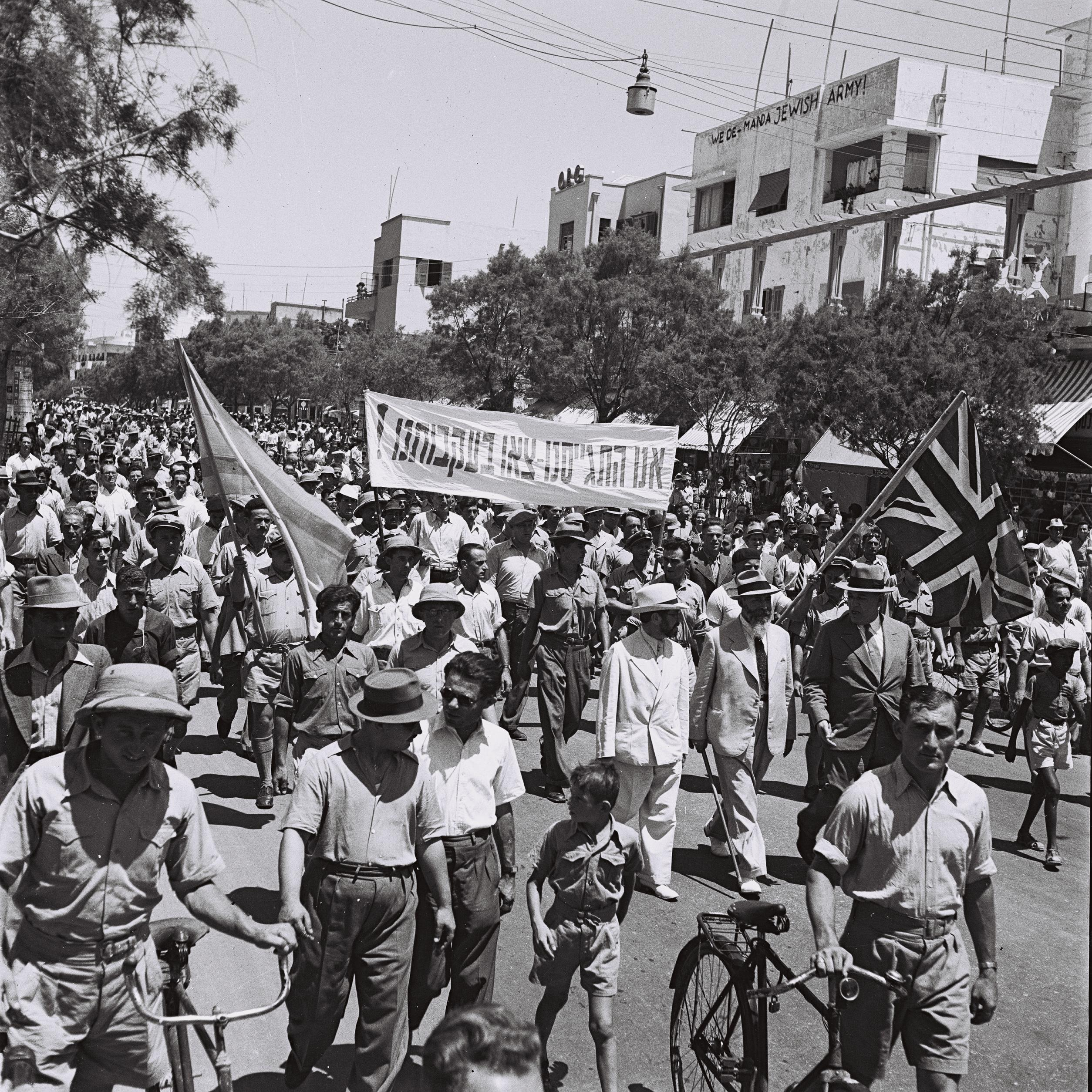
Volontari della Brigata ebraica marciano sotto la Union Jack e la bandiera sionista nelle strade di Tel Aviv per promuovere l'arruolamento.

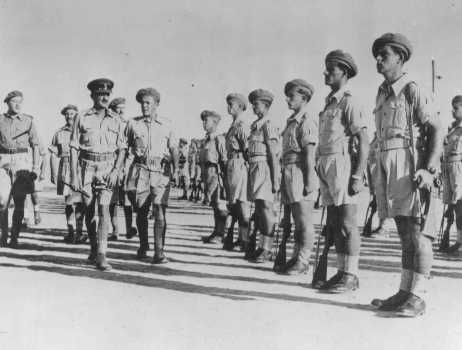
Il brigadiere Ernest Frank Benjamin, comandante della Brigata ebraica, ispeziona il 2º battaglione in Palestina, nell'ottobre 1944.

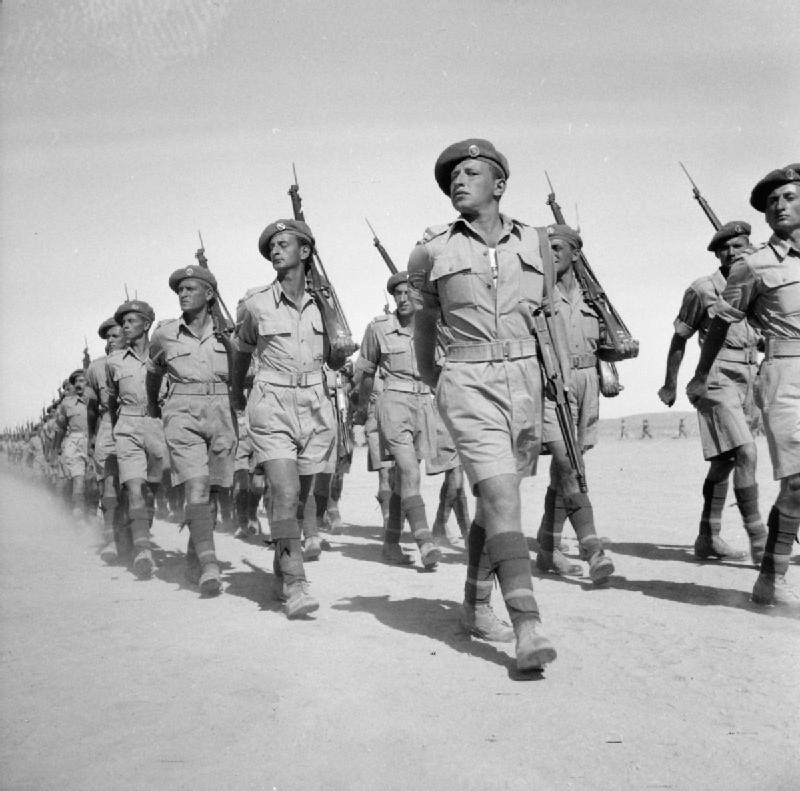
1º Battaglione della Brigata ebraica in parata.

Dopo la prima guerra mondiale, l'impero britannico e l'Impero coloniale francese avevano sostituito l'Impero ottomano come principali potenze del Medio Oriente. Questo cambiamento ha avvicinato l'obiettivo del movimento sionista di creare uno stato ebraico. La dichiarazione Balfour del 1917 indicava che il governo britannico, in linea di principio, sosteneva la creazione di una patria ebraica in Palestina, segnando il primo sostegno ufficiale agli obiettivi sionisti. Questo ha portato a un aumento dell'emigrazione ebraica nel 1918-1921, la terza Aliyah. La Società delle Nazioni ha incorporato la dichiarazione nel mandato britannico della Palestina nel 1922. L'immigrazione ebraica continuò negli anni '20 e '30 e la popolazione ebraica si espanse di oltre 400 000 abitanti prima dell'inizio della seconda guerra mondiale.

Nel 1939, tuttavia, il governo britannico di Neville Chamberlain sembrò respingere la dichiarazione Balfour nel Libro bianco del 1939, abbandonando l'idea di stabilire un dominio ebraico. Quando il Regno Unito dichiarò guerra alla Germania nazista nel settembre del 1939, David Ben Gurion, il capo dell'Agenzia ebraica, dichiarò:
(David Ben Gurion)

### Origini della brigata ebraica
Chaim Weizmann, presidente dell'Organizzazione sionista mondiale, offrì al governo britannico la piena collaborazione della comunità ebraica nella Palestina mandataria. Weizmann cercò di inserire una formazione di combattenti ebraicamente identificabile all'interno dell'esercito britannico. La sua richiesta di una formazione separata fu respinta, ma gli inglesi autorizzarono l'arruolamento di volontari del mandato britannico di Palestina nel Corpo di servizio dell'esercito reale e nel Corpo dei pionieri, a condizione che fosse accettato un numero uguale di ebrei e arabi. L'agenzia ebraica perlustrò prontamente gli uffici locali dello scambio di lavoro per reclutare un numero sufficiente di disoccupati arabi come volontari, in modo che corrispondessero al numero di volontari ebrei, e altri furono reclutati negli strati inferiori della popolazione araba, cui venivano offerti compensi in denaro per arruolarsi. La qualità delle reclute era, non sorprendentemente, incredibilmente bassa, con un tasso di diserzione molto elevato, in particolare tra i componenti arabi, tanto che alla fine la maggior parte delle unità finì formata in gran parte da ebrei. I volontari si formarono in un'unità di mulattieri e in una società operativa portuale e nelle società pionieristiche da 601 a 609 (tutte tranne due perse durante la campagna in Grecia, con le ultime due tornate in Palestina e sciolte). Dal 1942 si formarono un gran numero di ulteriori unità miste arabo-ebraiche, un servizio territoriale ausiliario femminile, un servizio aeronautico territoriale femminile e vari servizi ausiliari nelle unità locali del Corpo di ordigni dell'esercito reale, quello degli ingegneri reali e il corpo medico della Royal Army. Nove compagnie di fanteria non da combattimento furono anche radunate come parte del Royal East Kent Regiment (i buff), per essere usate come guardie per i campi di prigionieri di guerra in Egitto. Nell'agosto 1942 il Palestine Regiment fu formato, ancora una volta afflitto dallo stesso reclutamento misto e dai relativi problemi di bassa qualità (il reggimento fu chiamato in modo derisorio Reggimento delle Cinque Piastre, a causa del gran numero di volontari arabi che si erano arruolati solo per il bonus in denaro fornito dall'Agenzia ebraica).
Tuttavia, non vi era alcuna formazione completamente ebraica combattente. Gruppi di ebrei avevano presentato una petizione al governo britannico per creare tale forza, ma gli inglesi avevano rifiutato. A quel tempo, il Libro bianco era in vigore, limitando l'immigrazione ebraica e gli acquisti di terra.

Alcuni funzionari britannici si opposero alla creazione di una forza di combattimento ebraica, temendo che potesse diventare la base della ribellione ebraica contro il dominio britannico. Nell'agosto del 1944, Winston Churchill accettò finalmente la formazione di una Brigata ebraica. Secondo Rafael Medoff, Churchill acconsentì perché era
(Winston Churchill)
 e sperava di impressionare l'opinione pubblica americana.

## Formazione

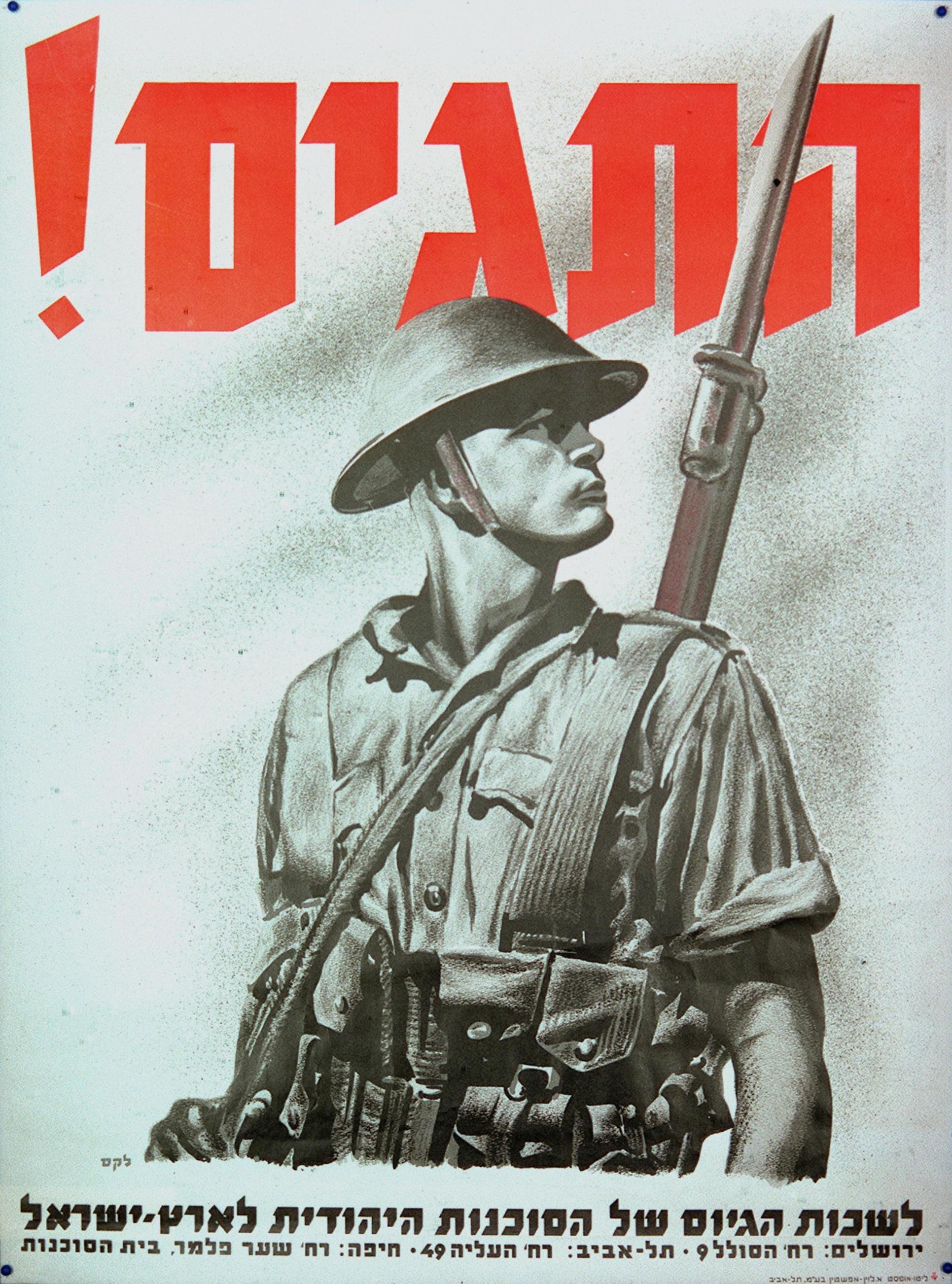
Poster di reclutamento del 1944

Il corpo venne costituito il 20 settembre 1944, dopo una lunga trattativa fra le autorità ebraiche in Palestina e il governo britannico (guidato all'epoca da Winston Churchill), che amministrava quei territori sulla base del mandato ricevuto dalla Società delle Nazioni. Ne facevano parte ebrei provenienti dai territori che sarebbero divenuti l'attuale Israele (molti erano soldati già inseriti nel Palestine Regiment, formatosi nel 1941 quando l'avanzata di Erwin Rommel, che pareva inarrestabile, costrinse gli inglesi alla mobilitazione di tutte le forze disponibili). Agli ebrei della Terra d'Israele si aggiunsero ebrei provenienti anche da altre terre, allora soggette al controllo britannico (Canada, Unione Sudafricana e Australia), cui si sarebbero uniti poi altri militari ebrei, di nazionalità polacca e sovietica. A comandare la brigata fu nominato il brigadier generale canadese Ernest Frank Benjamin.

## Reparti
- 1º battaglione ebraico
- 2º battaglione ebraico
- 3º battaglione ebraico

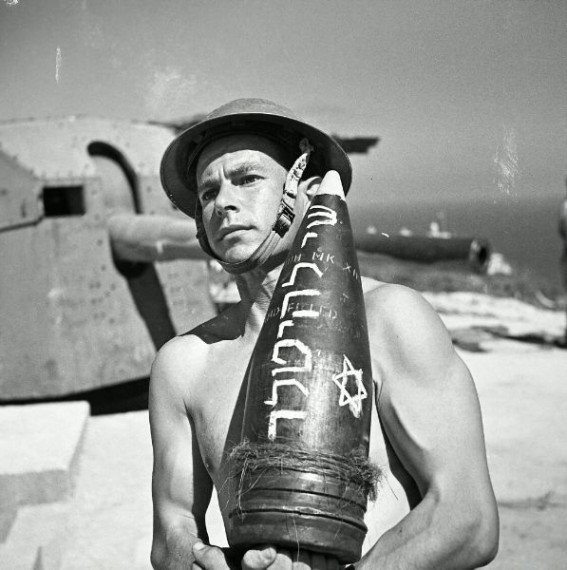
Sul proiettile c'è scritto: "Un regalo per Hitler"

- 200º reggimento di artiglieria (Royal Artillery)[N 4]
- 643º (Palestine) Compagnia del Genio (Royal Engeneers)
- Brigata e reggimento di segnaletica
- 178º (Palestine) Company Royal Army Service Corps (RASC)
- 140º Ospedale da campo
- Jewish Brigade Group Ordnance Field Park and Workshop Section

## Campagna d'Italia

### Attività militare sul fronte italiano

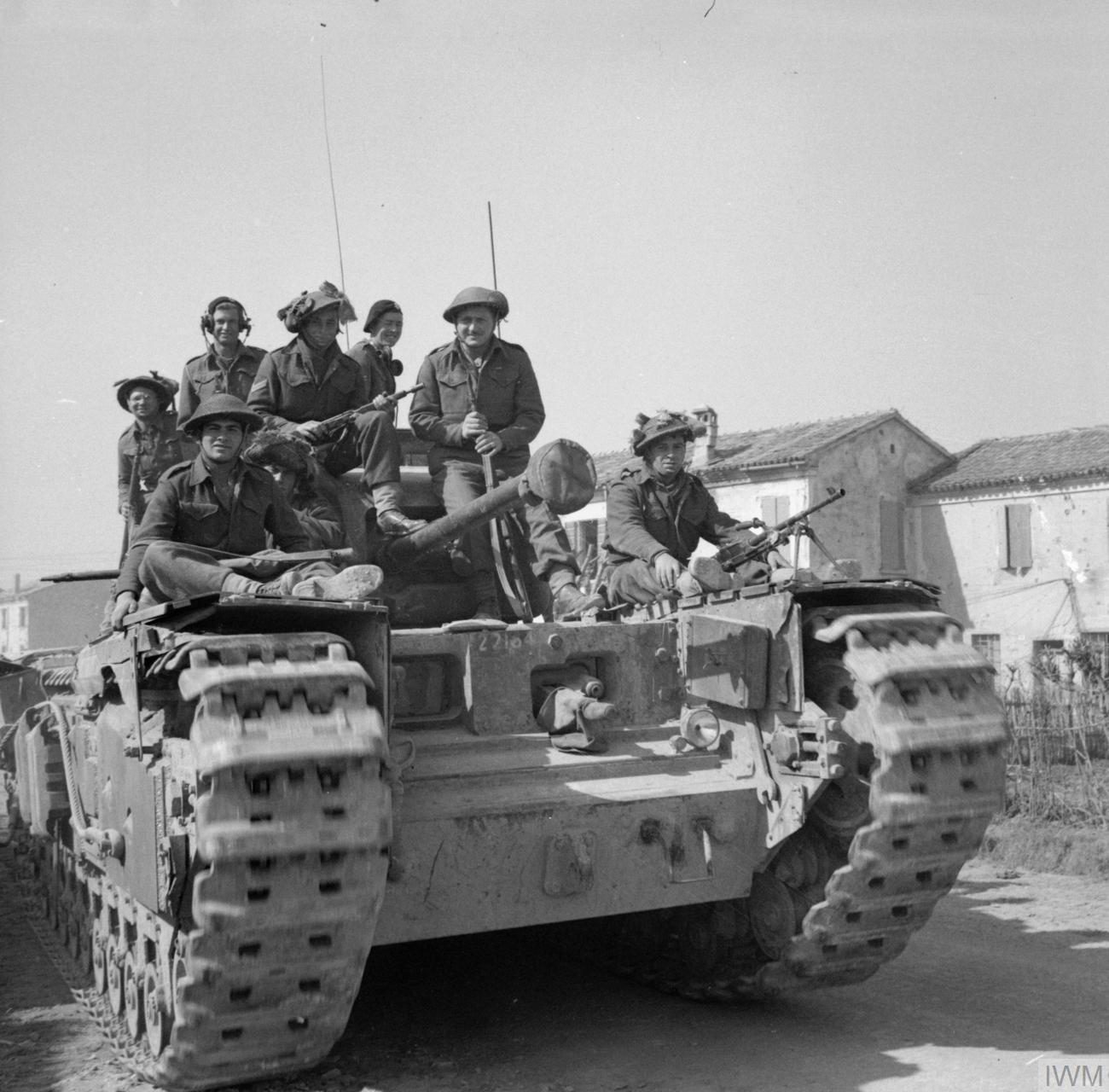
Militari della Brigata Ebraica su un carro armato MK IV nel settore di Mezzano-Alfonsine (14 marzo 1945)

Dopo un primo addestramento ad Alessandria d'Egitto, la Brigata venne inviata il 31 ottobre 1944 sul fronte italiano. Sbarcati a Taranto nel gennaio 1945, i soldati ricevettero un ulteriore addestramento. La Brigata fu inquadrata nel X Corpo dell'VIII Armata Britannica, comandata dal generale Richard McCreery. Successivamente effettuò il trasferimento verso il fronte nel settore adriatico, giungendo a Cervia, il centro di raccolta. Il 6 marzo la Brigata Ebraica venne schierata nel settore di Mezzano (battesimo del fuoco). Prese parte ai combattimenti di Alfonsine (19 e 20 marzo 1945), poi venne trasferita più a sud di fronte a Cuffiano (valle del Senio). Il 27 marzo combatté al fianco del Gruppo di Combattimento Friuli contro la IV Divisione Paracadutisti tedesca.
All'inizio del cruciale mese di aprile 1945, il giorno 3 ricevette a Brisighella (Appennino tosco-romagnolo) la bandiera azzurro-bianco-azzurro con la stella di David al centro. La Brigata combatté con le proprie insegne a fianco di unità italiane e polacche (3ª divisione di fanteria del II Corpo polacco). Il 9 e 10 aprile 1945 partecipò alla Battaglia dei tre fiumi assieme alle forze alleate, con le quali fu protagonista dello sfondamento della Linea Gotica. Dopo la liberazione della Pianura padana, la sua 643rd (Palestine) Field Company, Royal Engineers venne assegnata, assieme ai genieri britannici, alla costruzione di un ponte sul fiume Po nel settore dell'VIII armata britannica.
Nel corso del ciclo operativo in Italia, tra il 3 marzo e il 25 aprile 1945, la Brigata Ebraica ebbe 30 morti e 70 feriti. I suoi caduti sono tumulati al cimitero di Piangipane (frazione di Ravenna).
Nel periodo successivo alla fine della guerra, le sue funzioni cambiarono. Ricevette l'ordine di presidiare il grande campo d'internamento per militare tedeschi denominato Rimini Enklave. Il 2 maggio 1945 la Brigata venne trasferita al confine con l'Austria, a Tarvisio, dove si dedicò soprattutto all'accoglienza dei sopravvissuti dei campi di sterminio e all'organizzazione, in maniera semiclandestina, dell'Aliyá, la “salita alla Terra” (d'Israele). Fu poi ridislocata in Olanda e Belgio, dove terminò la sua operatività bellica, e venne smobilitata nel luglio 1946.

### Attività di supporto alle popolazioni ebraiche

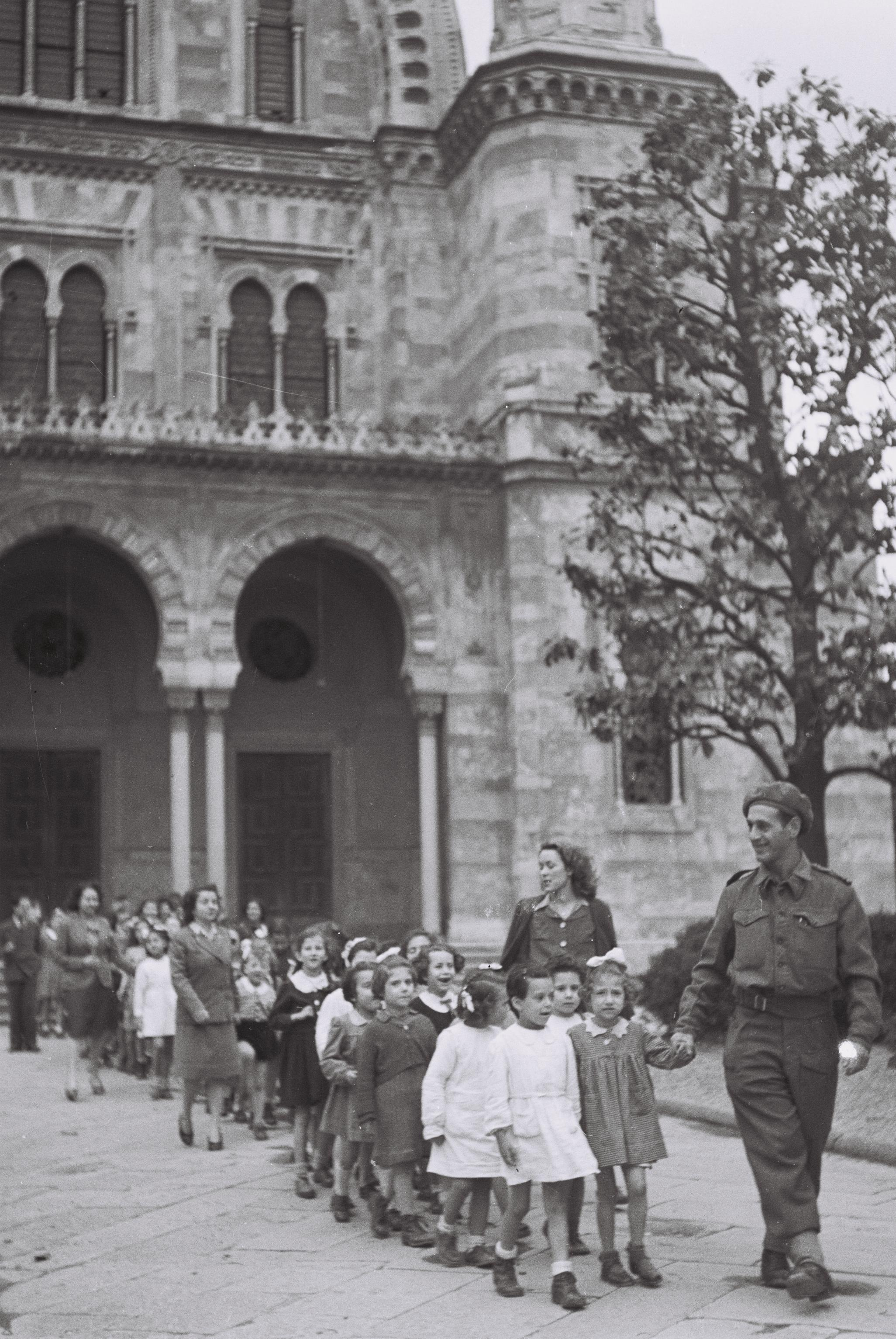
Un soldato della brigata si occupa dei bambini con le infermiere dell'Agenzia Ebraica a Firenze

Già durante il periodo bellico, a fianco del ruolo militare, la Brigata ebraica svolse, a livello assolutamente spontaneo, anche un importante compito civile a favore soprattutto delle comunità ebraiche liberate, sconvolte dalla guerra e dalla persecuzione nazifascista (aiuto ai sopravvissuti, accoglienza dei minori rimasti orfani e riunificazione delle famiglie disperse).

## Ruolo dopo la fine del conflitto

### La continuazione dell'attività di supporto alle popolazioni ebraiche
Nel dopoguerra la Brigata si distinse in particolare nell'opera di assistenza della massa di profughi che dall'Europa centrale si dirigevano o transitavano dall'Italia. Soprattutto dai porti della Liguria (in particolare Vado) era infatti iniziato un movimento di navi (vere carrette dei mari) appositamente trasformate per un viaggio in genere di sola andata verso la Palestina del mandato britannico.

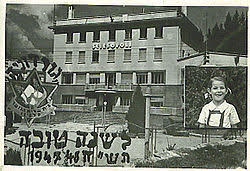
Cartolina spedita dalla colonia di Sciesopoli, dove furono ospitati circa 800 bambini orfani

A Milano, in via Cantù 5, presso i locali del club della Brigata ebraica, si installò un vero e proprio ufficio fantasma di emigrazione, diretto da Jehudah Arazi, dal quale nel 1945-46 passarono migliaia di profughi diretti in Palestina attraverso i porti italiani. A Selvino, nelle Prealpi bergamasche, nell'ex-colonia fascista di Sciesopoli fu aperto un centro di accoglienza per circa 800 bambini ebrei orfani sopravvissuti all'Olocausto (i cosiddetti bambini di Selvino), per prepararli all'emigrazione in Israele. A Magenta fu presa in affitto una fattoria semidistrutta, che servì come campo di addestramento sia militare sia al lavoro agricolo per i profughi validi. Ben presto la Brigata venne in contrasto con i comandi britannici, che cercavano di evitare tali attività in supporto dell'emigrazione clandestina verso la Palestina. L'unità fu trasferita, pertanto, nell'ambito delle forze di occupazione alleate, in Belgio e Paesi Bassi, infine smobilitata nel luglio del 1946 per ordine del governo britannico, anche per le crescenti tensioni che si registravano in Medio Oriente.

### Tilhas Tizig Gesheften / Nakam

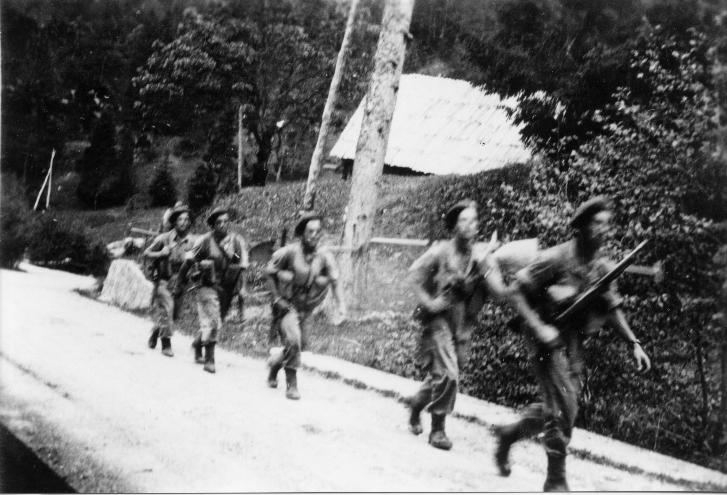
Soldati della brigata ebraica a Tarvisio

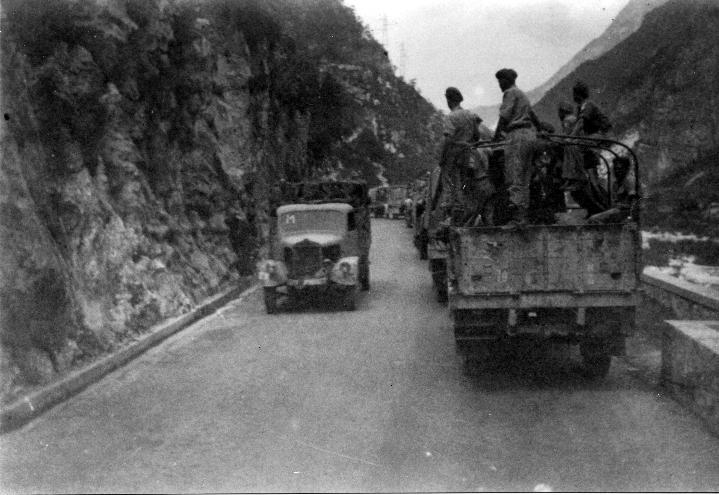
Truppe della brigata nei pressi del confine italo-austriaco

Il Tilhas Tizig Gesheften, comunemente noto con le sue iniziali TTG e tradotto "leccami il sedere", era il nome di un gruppo di membri della Brigata ebraica costituitosi clandestinamente subito dopo la conclusione della guerra, immediatamente dopo la seconda guerra mondiale. Con il pretesto dell'attività militare britannica, questo gruppo è stato coinvolto nell'assassinio di nazisti, ha facilitato l'immigrazione clandestina di sopravvissuti all'Olocausto in Palestina mandataria e ha portato clandestinamente armi all'Haganah.
La Brigata ebraica si unì anche a gruppi di sopravvissuti all'Olocausto nel formare squadre di assassini, note come Nakam, allo scopo di rintracciare e uccidere ex ufficiali appartenenti a SS e Wehrmacht che avevano partecipato ad atrocità contro ebrei europei. Le informazioni relative al luogo in cui si trovavano questi fuggitivi venivano raccolte torturando i nazisti incarcerati o da documenti militari. Le uniformi britanniche, la documentazione militare, le attrezzature e i veicoli utilizzati dai veterani della Brigata ebraica contribuirono notevolmente al successo dei Nokmim ("vendicatori"). Il numero di nazisti uccisi dai Nokmim è sconosciuto, ma le stime indicano un massimo di 1 500.

### Spostamento da Tarvisio e scioglimento
Dopo l'incarico all'VIII distretto del Corpo dell'Esercito britannico del Reno (Schleswig-Holstein), la brigata ebraica fu sciolta nell'estate del 1946.

### L'operazione Bricha
Molti membri della Brigata ebraica hanno assistito e incoraggiato l'implementazione dell'operazione Bricha. Nei mesi vitali e caotici immediatamente prima e dopo la resa tedesca, i membri della Brigata ebraica hanno fornito uniformi e documenti dell'esercito britannico a civili ebrei che stavano facilitando l'immigrazione clandestina di sopravvissuti all'Olocausto in Palestina mandataria. L'esempio più notevole fu Yehuda Arazi, nome in codice "Alon", che era stato ricercato per due anni dalle autorità britanniche in Palestina per aver rubato fucili alla polizia britannica e averli consegnati alla Haganah. Nel 1945 Arazi, conil suo partner Yitzhak Levy, viaggiò dalla Palestina mandataria in Egitto in treno, vestito da sergente dagli ingegneri reali. Dall'Egitto, la coppia viaggiò attraverso il Nord Africa fino in Italia e, usando nomi falsi, si unì alla Brigata ebraica, dove Arazi divenne segretamente responsabile dell'organizzazione dell'immigrazione clandestina. Ciò includeva l'acquisto di barche, la creazione di hachsharot, la fornitura di cibo e la compilazione di elenchi di sopravvissuti.
Quando Arazi raggiunse la Brigata ebraica a Tarvisio nel giugno del 1945, informò alcuni membri della Haganah che prestavano servizio nella Brigata che altre unità avevano preso contatto con sopravvissuti ebrei. Arazi lodò la loro importanza in Europa e esortò i soldati a trovare 5 000 sopravvissuti ebrei per farli emigrare nella Palestina mandataria. L'ufficiale della brigata ebraica Aharon Hoter-Yishai ha ricordato che dubitava dell'esistenza di 5 000 sopravvissuti ebrei; a prescindere, la Brigata ebraica accettò la sfida di Arazi. Per molti soldati ebrei, questa nuova missione ha giustificato il loro precedente servizio nelle forze britanniche che avevano preceduto la creazione della Brigata ebraica.
Un altro soldato della Brigata ebraica attivamente coinvolto nella Bricha fu Israel Carmi, che fu dimesso dalla Brigata ebraica nell'autunno del 1945. Dopo alcuni mesi, il Segretariato del Kibbutz HaMeuchad propose a Carmi di tornare in Europa per collaborare con la Bricha. La precedente esperienza di Carmi con i sopravvissuti lo rese una risorsa importante per il movimento Bricha. Ritornò in Italia nel 1946 e partecipò al 22º Congresso sionista a Basilea, dove ottenne informazioni su come la Berihah operava in tutta Europa. Carmi propose di stabilire una seconda rotta Berihah in tutta Europa nel caso in cui la rotta esistente crollasse. Inoltre propose di dividere la leadership di Bricha in parti: Mordechai Surkis, lavorando da Parigi, sarebbe stato responsabile del funzionamento finanziario; Ephraim Dekel a Praga avrebbe gestito l'elemento amministrativo e supervisionato la Berihah in Polonia, Cecoslovacchia e Germania e Carmi, che lavorava da Praga, avrebbe supervisionato le attività in Ungheria, Jugoslavia e Romania.
I soldati della Brigata ebraica, assistendo il Bricha,  approfittarono della situazione caotica nell'Europa postbellica per spostare i sopravvissuti dell'Olocausto tra paesi e oltre confine. I soldati furono intenzionalmente collocati da Merkaz Lagolah nei punti di trasferimento e valichi di frontiera per assistere gli ebrei sfollati. Ad esempio, Judenberg, un sottocampo del campo di concentramento di Mauthausen, ha agito come un punto di Berihah in cui soldati della brigata e partigiani hanno lavorato insieme per aiutare gli sfollati. Allo stesso modo, nella città di Graz, un punto di Bricha era installato in un hotel dove una leggendaria figura di Bricha, Pinchas Zeitag, nota anche come Pini il Rosso o "Gingi", organizzava i trasporti verso ovest in Italia. Uno dei maggiori contributi della Brigata ebraica alla Bricha fu l'uso dei loro veicoli dell'esercito britannico per trasportare i sopravvissuti (fino a un migliaio di persone alla volta) in convogli di camion a Pontebba, il deposito motori della brigata. Questi trasporti segreti arrivavano generalmente alle 2 o alle 3 del mattino e la Brigata si assicurava sempre che gli sfollati fossero accolti da un soldato o da un ufficiale in una sala da pranzo con cibo e tè. A tutti veniva fornita una visita medica, un posto per dormire e vestiti puliti e, nel giro di pochi giorni, il gruppo era trasferito da Hachsharot a Bari, Bologna e Modena. Dopo aver recuperato e completato il loro addestramento di Hachshara, i rifugiati erano portati nei porti dove le barche sarebbero salpate illegalmente per la Palestina mandataria. Gli storici stimano che la Brigata ebraica abbia contribuito al trasferimento, tra il 1945 e il 1948, di 15 000-22 000 sfollati ebrei come parte del Bricha e del movimento per l'immigrazione clandestina.

## Il ritorno in Palestina

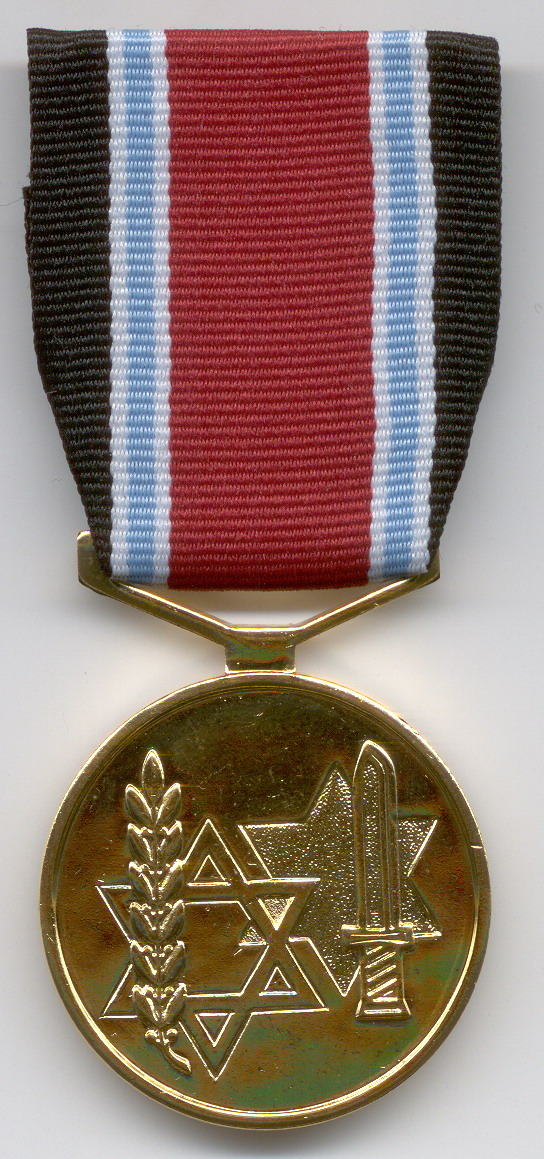
La medaglia dei combattenti contro il nazismo israeliana, concessa ai combattenti della Brigata Ebraica

Molti tra i circa cinquemila soldati che fecero parte della Brigata Ebraica tornarono o si trasferirono in Palestina dai loro Paesi originari, portando con sé l'esperienza militare acquisita.

Il nastro dei volontari israeliano fu concesso ai membri della Legione Ebraica della prima guerra mondiale ed alla Brigata Ebraica nella seconda guerra mondiale.

Nel 1948, dopo la dichiarazione d'indipendenza israeliana, molti veterani della Brigata ebraica prestarono servizio con distinzione nelle forze di difesa israeliane (IDF) durante la guerra d'indipendenza israeliana. Molti veterani avrebbero servito come ufficiali di alto rango nell'esercito israeliano e 35 diventarono generali.

La medaglia d'oro al valor militare italiana concessa nel 2018 alla bandiera della Brigata Ebraica

## Riconoscimenti

### Locali
La città di Ravenna il 15 maggio 1995 ha ricordato i 45 caduti ebrei per la liberazione della città con una lapide.

### Nazionali
Tra i soldati della Brigata, 78 furono menzionati in dispacci e 20 ricevettero decorazioni militari (7 medaglie militari, 7 medaglie dell'Ordine dell'Impero britannico, 4 croci militari e 2 premi statunitensi). I veterani della Brigata furono in seguito insigniti del nastrodi volontario e di combattenti contro lo stato nazista della medaglia dello Stato di Israele.
Il 3 ottobre 2018, per volere del presidente della Repubblica Italiana Sergio Mattarella dopo il voto unanime del Parlamento, la Brigata Ebraica è stata insignita della medaglia d'oro al valor militare per il suo contributo durante la Resistenza italiana. La cerimonia ha visto l'ambasciatore d'Italia in Israele, Gianluigi Benedetti, consegnare il riconoscimento alla bandiera della Brigata Ebraica (simbolicamente rappresentata dalla bandiera della attuale 7ª Brigata dell'esercito israeliano, che ne è l'erede) presso il Bet Hagdudim (Museo dei Battaglioni) di Avihayil, vicino a Netanya.

## Museo della Brigata Ebraica
Nel 2018 è stato aperto il Museo della Brigata Ebraica a Milano.

## Nella cultura di massa
Nel romanzo di Leon Uris Exodus e nell'omonimo film, la protagonista Ari Ben Canaan dell'Haganah riesce a organizzare il movimento di rifugiati in Palestina attraverso la sua esperienza di azione e l'uso delle procedure acquisite durante la guerra come ufficiale della Brigata ebraica.
La Brigata ebraica ha ispirato numerosi ricordi, libri e film. Nel 1998, il regista Chuck Olin e Matthew Palm pubblicarono il loro pluripremiato documentario, In Our Own Hands. Il film è stato trasmesso sul canale PBS negli Stati Uniti e proiettato in numerosi festival cinematografici in tutto il mondo.

## Veterani famosi della Brigata ebraica
Ebrei di cittadinanza britannica
- Ernest Frank Benjamin
- Bernard M. Casper
- Edmund Leopold de Rothschild

Ebrei di Palestina
- Yehuda Amichai
- Ted Arison
- Yehoshua Bar-Hillel
- Hans Jonas
- Israel Tal
- Yehoshafat Harkabi

## Mostre
- Milano, 21 gennaio- 14 febbraio 2020, La Brigata ebraica nella guerra di liberazione dell’Italia, Grattacielo Pirelli - Consiglio regionale della Lombardia[39]
- Roma, 11 Giugno – 25 Luglio 2014, La Brigata Ebraica in Italia 1943-1945 - Attraverso il Mediterraneo per la libertà, Casa della memoria e della storia[40]